# نمانیا نیکولیچ (بازیکن فوتبال، زاده ۱۹۸۷)
نمانیا نیکولیچ (سیریلیک صربی: Немања Николић؛ زادهٔ ۳۱ دسامبر ۱۹۸۷) بازیکن فوتبال اهل صربستان است.
از باشگاه‌هایی که در آن بازی کرده‌است می‌توان به باشگاه فوتبال مول فهروار، باشگاه فوتبال لگیا ورشو، و باشگاه فوتبال شیکاگو فایر اشاره کرد.
وی همچنین در تیم ملی فوتبال مجارستان بازی کرده‌است.